# تشن سو لان
تشن سو لان هو طبيب صيني، ولد في 13 فبراير 1885 في فوزهو في الصين، وتوفي في 2 مايو 1972 في سنغافورة.